# Budišov (Třebíči járás)
Budišov település Csehországban, a Třebíči járásban. Budišov Valdíkov, Hodov, Nárameč, Kojatín, Pyšel, Pozďatín, Kamenná és Studnice településekkel határos. Lakosainak száma 1208 fő (2024. január 1.).

## Népesség
A település lakosságának változását az alábbi diagram mutatja:
| Lakosok száma | 1055 | 1178 | 1164 | 1173 | 1153 | 1218 | 1191 | 1204 | 1206 | 1208 |
|               | 1869 | 1900 | 1921 | 1961 | 1980 | 2011 | 2016 | 2019 | 2021 | 2024 |